# Ghiacciaio Krak
Il ghiacciaio Krak è un ghiacciaio situato sull'Isola di re Giorgio, nelle Isole Shetland Meridionali, a nord del termine della Penisola Antartica. Il ghiacciaio si trova in particolare nella parte occidentale della costa meridionale dell'isola, dove fluisce verso nord-ovest, lungo il versante nord-occidentale del duomo Cracovia, scorrendo a sud del nunatak Tern, fino a entrare nella cala di Lussich, nella parte meridionale dell'insenatura di Martel, poco a ovest del ghiacciaio Wanda.

## Storia
Il ghiacciaio Krak è stato mappato durante la spedizione francese in Antartide svoltasi dal 1908 al 1910 al comando di Jean-Baptiste Charcot, ed è stato così battezzato dai partecipanti a una spedizione polacca di ricerca antartica svoltasi nel 1980, in onore del leggendario principe Krakus (chiamato anche Krak), fondatore di Cracovia e uccisore del drago che viveva sulla collina del Wawel.